# Halîci
Halici (în ucraineană Галич, poloneză Halicz) este un oraș din Ucraina, centru administrativ al raionului omonim din regiunea Ivano-Frankivsk. Prima mențiune documentară a Haliciului datează din anul 898. În evul mediu (sec. XII-XIV) a fost capitala principatului Halici-Volânia. De la numele orașului Halici provine denumirea regiunii istorice Galiția. Pe teritoriul orașului se află complexul muzeal-arheologic "Vechiul Haici".